# 東京高等学校
東京高等学校（とうきょうこうとうがっこう）は、東京都大田区鵜の木に所在する私立高等学校。

## 概要
1872年（明治5年）に数学者の上野清が前身である上野塾を創設した。明治時代には旧制第一高等学校合格者数で上位につけていたこともあった。この明治時代に何度か校名の変更や移転を行い、1899年（明治32年）より東京中学と改称し、戦後の学制改革により東都高等学校となった。1954年（昭和29年）に校名を東京高等学校に変更した。1971年（昭和46年）には男子校から男女共学化した。
同じく大田区内にある東京実業高校は併設校、宮城県仙台市にある東北高校は姉妹校である。多摩川の河川敷沿いにあることから、「土手高」（どてこう）とも呼ばれる。
また、2008年（平成20年）2月に放映されたドラマ『一瞬の風になれ』では学校が全面的に協力している。そのためエキストラには生徒らが、部室や練習風景などでは校舎などが映し出されている。
校則が厳しいことで知られ、喫煙が発覚したら停学処分を経ずに即退学処分となる。

## 部活動
陸上競技では陸上インターハイ（全国大会）男女総合優勝、テニス・ラグビー・チアリーディングでは全国大会出場の実績がある。

## 沿革
- 1872年 - 東京府第5大区7小区上野西黒門街11番地（現在の台東区上野1丁目）に上野塾を開く
- 1888年 - 上野塾の組織を改革。東京数理学校として神田区猿楽町に移転
- 1890年 - 東京数理学校を解消。神田区猿楽町2番地に新たに東京数学院を開校
- 1893年 - 東京数学院に尋常中等部を設立
- 1894年 - 宮城県仙台市に東京数学院宮城分院（現：東北高等学校）を設立
- 1896年 - 尋常中等部を東京数学院尋常中学と改称
- 1899年 - 東京数学院尋常中学を東京中学と改称。東京数学院（数学専修校）を神田区中猿楽町15番地に移転
- 1922年 - 東京実業学校を併設
- 1939年 - 大森区調布嶺町2丁目52番地（現校地）に東京中学を移転
- 1947年 - 学制改革で東京中学校（新制）が発足
- 1948年 - 東都高等学校発足。本校を普通科、蒲田の東京実業学校を東都高等学校工業科および商業科とする。
- 1950年 - 東都高等学校工業科および商業科を分離独立。東京実業高等学校とする
- 1954年 - 東都高等学校から現在の上野塾東京高等学校へ改称
- 1971年 - 創立100年。男女共学実施

## 学校行事
文化祭は「いちょう祭」と呼ばれ9月に行われる。多くの来場者で賑わう。

## 著名な出身者

### 政治
- 嶋田繁太郎 - 海軍大臣、軍令部総長
- 太田耕造 - 興亜専門学校（亜細亜大学）設立者、文部大臣
- 岡實 - 大阪毎日新聞副社長・会長、農商務省商工局長（兼・臨時産業調査局第3・第4部長） / 岡義武の父
- 田中栄一 - 内閣官房副長官、衆議院議員。警視総監、内閣情報部、東京都経済局長、内務省官僚
- 南波杢三郎 - 内務省警保局保安課長（内相・鈴木喜三郎によって据えられた）、東京地裁兼東京区裁検事出身
- 竹内京治 - 愛知県岡崎市長、「岡崎朝報」社主

### 経済
- 安蔵弥輔 - 初代東京電力社長、日本電気協会会長
- 赤星鉄馬 - 泰昌銀行頭取
- 伊奈長三郎 - 伊奈製陶（INAXを経て、現在のLIXIL）創業者、初代常滑市長
- 沖正一郎 - 初代ファミリーマート社長、元良品計画会長
- 山田三次郎 - 第2代旭硝子（現在のAGC）社長（役職は会長）、初代三菱化成（現在の三菱ケミカル）社長

### 文化・芸能
- 山本有三 - 作家、評論家、政治家 / 旧制府立一中へ転校
- 土田耕平 - 歌人 / 旧制諏訪中学を経て入学
- 國分康孝 - カウンセリング心理学者
- 芦田淳 - ファッションデザイナー
- 佐野洋 - 推理作家、評論家
- 立川談志 - 落語家（中退）
- 牧伸二 - 漫談家
- 山中すみか - アイドル
- 野村佑香 - 女優
- 小川摩起 - 女優
- 石丸博也 - 声優
- 田口真一（タオルズ）- 歌手
- MAKIDAI（EXILE）- パフォーマー
- 馬王　- お笑い芸人
- 小堺翔太　- タレント
- Hironori　- シンガーソングライター

### スポーツ
- 沢東洋男 - プロ野球審判員、黒鷲軍監督
- 藤原遼太郎 - 社会人野球選手
- 斉藤祐也 - ラグビーユニオン選手（神戸製鋼コベルコスティーラーズ、日本代表。明大出身）
- 相馬朋和 - ラグビー選手（三洋電機ワイルドナイツ、日本代表。帝京大出身）
- 佐藤晴紀 - ラグビー選手（NTTコミュニケーションズシャイニングアークス。早大出身）
- 堀江恭佑 - ラグビー選手（ヤマハ発動機ジュビロ。明大出身）
- 石澤輝 - ラグビー選手（宗像サニックスブルース。法政大出身）
- 井上卓哉 - ラグビー選手（クボタスピアーズ。関東学院大出身
- 篭島優輝 - ラグビー選手（ヤマハ発動機ジュビロ。東洋大出身）
- 浜岸峻輝 - ラグビー選手（リコーブラックラムズ。中央大出身）
- 三宮累 - ラグビー選手（NTTコミュニケーションズシャイニングアークス。中央大出身）
- 山口健太 - ラグビー選手（トヨタ自動車ヴェルブリッツ。帝京大出身）
- 佐野瑛亮 - ラグビー選手（元神戸製鋼コベルコスティーラーズ。中央大出身）
- 杉浦拓実 - ラグビー選手
- 山菅一史 - ラグビー選手
- 小池隆成 - ラグビー選手
- 大竹風美子 - 女子ラグビー選手
- 杉本海斗 - ラグビー選手
- 西村美樹 - 陸上競技選手（中距離）
- 森千夏 - 陸上競技選手（投てき）
- 須永千尋 - 陸上競技選手（中距離）
- ケンブリッジ飛鳥 - 陸上競技選手（短距離）
- 大嶋健太 - 陸上競技選手（短距離）
- 藤森安奈 - 陸上競技選手（短距離）
- 米井翔也 - 陸上競技選手（長距離）
- 岩舘侑哉 - サッカー選手
- 番場琢 - カーレーサー

## 関連書籍･DVD
- 『実戦！砲丸投げのすべて　技術の獲得からトレーニング法まで』（指導・解説：小林隆雄（東京高等学校陸上競技部顧問）、実技協力：東京高等学校陸上競技部、協力：森健次、スズキ陸上競技部、国士舘大学陸上競技部、森千夏選手の投擲映像もふんだんに紹介、ジャパンライム、2008/10、DVD）
- 『全種目の競技力を伸ばす！トレーニング集　東京高校陸上競技部の強さに迫る』（指導・解説：大村邦英（東京高等学校陸上競技部監督）、実技協力：東京高等学校陸上競技部、ジャパンライム、2009/8、DVD）
- 『もっとうまくなる!陸上競技（スポーツVシリーズ）』（大村邦英（著）、ナツメ社、2010/4、ISBN 978-4816348648)
- 『The Sprinters Basic Training　東京高校・スプリント力を高める基礎ドリル集』（指導・解説：大村邦英（東京高等学校陸上競技部監督）、実技協力：東京高等学校男女陸上競技部、ジャパンライム、2010/7、DVD）